# Paul Crake
Paul Crake (né le 6 décembre 1976 à Canberra) est un cycliste australien, professionnel de 2004 à 2007. Il est également un coureur à pied, spécialiste de courses de côtes et de montées d'escaliers.

## Biographie
Avant de devenir cycliste professionnel. Paul Crake fut le recordman de la montée de l'Empire State Building en course à pied établis en 2003 en 9 minutes 33 secondes. Il participa à de nombreux marathons et courses sur route également. 
En 2003 il souhaite se lancer un nouveau défi : devenir cycliste professionnel et courir le tour de France. Après deux saisons en Autriche il rejoint l'équipe Naturino-Sapore di Mare en 2006. Il termine deux fois second sur le Tour Down Under et remporte le maillot de la combativité. 
Le 11 novembre 2006, lors du Tour de Nouvelle-Zélande, il est victime d'une très grave chute et se fracture plusieurs vertèbres. Malgré une opération réussie il reste en partie paralysé. Il doit pratiquer une rééducation intensive pour retrouver une mobilité totale. Il y parvient car dans l'accident sa moelle épinière n'a pas été touchée. 
En 2009 il fait son retour en amateur et se classe dans les 10 premiers du Tour de Tahiti.

## Palmarès en cyclisme
- 2004
  - Gara Ciclistica Montappone
  - Trofeo Gianfranco Bianchin
  - 2e du Völkermarkter Radsporttage
  - 2e du Tour du Burgenland
  - 3e du Gran Premio Industria e Commercio Artigianato Carnaghese
- 2005
  - Chieti-Casalincontrada-Block-Haus
  - Linz-Passau-Linz :
    - Classement général
    - 3e étape

  - 2e du Gran Premio Industria e Commercio Artigianato Carnaghese
  - 3e du championnat d'Australie sur route

## Classements mondiaux
| Année            | 2005 | 2006 |
| ---------------- | ---- | ---- |
| UCI Europe Tour  | 137e |      |
| UCI Oceania Tour | 6e   | 25e  |

## Palmarès en course à pied
- 5 fois vainqueur de la course de l'Empire State Building